# مسجد گازران
مسجد پیروادی معروف به مسجد گازران  مربوط به اواخر دوره قاجار و در همدان، حاشیه بلوار الوند واقع شده است. این اثر در تاریخ ۱۶ آبان ۱۳۷۹ با شمارهٔ ثبت ۲۸۷۷ به‌عنوان یکی از آثار ملی ایران به ثبت رسیده است.